# Wolfram Röhrig
Wolfram Röhrig (* 5. Oktober 1916 in Halle (Saale); † 30. Mai 1998 in Esslingen am Neckar) war ein deutscher Pianist, Komponist und Dirigent, der auch unter dem Pseudonym Wolf Droysen tätig war. 

## Leben und Wirken
Röhrig studierte ab 1935 Klavier, Dirigieren und Komposition in Berlin. Am 20. Juli 1944 war er als Nachrichtenoffizier (Oberleutnant) im Bendlerblock tätig. Er war für das Absetzen der Fernschreiben des allgemeinen Heeresamtes verantwortlich. Da er aber nicht in die Verschwörung eingeweiht war, konnte er die Brisanz der Befehle auch nicht entdecken, leitete aber alle Befehle vorschriftsmäßig weiter. In dem Fernsehfilm Operation Walküre machte er technische und administrative Probleme für die schleppende Weiterleitung verantwortlich;  Führerbefehle, die er hätte weiterleiten können, seien gar nicht bei ihm eingetroffen. Im Nachhinein bekannte er sich aber zu den Zielen der Verschwörer, die er gerne unterstützt hätte, da ihm die Freundschaft zu Werner Finck die Augen geöffnet hätte. Das bewusste Verschleppen der Nachrichtenübermittlung wäre eine Schutzbehauptung gewesen, mit der die Wehrmachtführung im Nachhinein die eigenen Soldaten und Mitarbeiter vor den Nachforschungen der Geheime Staatspolizei schützen wollte. Nach 1945 arbeitete er als Jazzpianist und Arrangeur. 1953 wurde er Leiter der Musikabteilung im Hessischen Rundfunk und wechselte 1955 zum Süddeutschen Rundfunk, wo er als Leiter der Abteilung Unterhaltungsmusik die „Tage der Leichten Musik“ initiierte und für „Treffpunkt Jazz“ zuständig war. Von 1966 bis 1996 war er Präsident der Deutschen Jazz Föderation, 1969 auch Vizepräsident der Europäischen Jazz Föderation. Röhrig nahm als Dirigent mit Jimmy Giuffre (Piece for Clarinet and Strings) und Johnny Hodges auf. Er war unter anderem Komponist der Filmmusik von Rommel ruft Kairo (1959), Foxhole in Cairo (1960) und Immer wenn es Nacht wird (1961). Auch verfasste er die Musik für die Kinofilme der Familie Hesselbach. 1982 verlieh ihm der Deutsche Komponistenverband die „Medaille für Verdienste um die deutsche Musik“. 1996 erschien von ihm als Schüttelreimer: Doppelt Geschüttelt. Heiteres und Nachdenkliches von Wolfram Röhrig.

## Filmografie (Auswahl)
- 1959: Rommel ruft Kairo
- 1961: Immer wenn es Nacht wird

## Lexikalische Einträge
- Jürgen Wölfer: Jazz in Deutschland. Das Lexikon. Alle Musiker und Plattenfirmen von 1920 bis heute. Hannibal, Höfen 2008, ISBN 978-3-85445-274-4.